# Ватрено оружје
Ватрена оружја су специјално пројектоване и направљене справе - направе које великим брзинама испаљују, један или више пројектила, користећи добијену потисну кинетичку енергију гаса ослобођеног у делићу секунде сагоревањем експлозива, односно пуњења, у метку, односно цеви. Пројектил може да буде чврст, течан, гасовит или сама енергија, и може да буде слободан, као што су меци и артиљеријски шрапнели, или заробљен, као што је случај са тазерским сондама и харпунима за китове. Средства пројекције варирају у зависности од дизајна, мада су пројектили обично је под утицајем притиска гаса, произведеног било брзим сагоревањем пропеланта или компримираним и ускладиштеним механичким средствима, која делују на пројектил унутар отворене цеви попут клипа. Затворени гас убрзава покретни пројектил дуж цеви, дајући довољну брзину да се одржи лет пројектила након престанка дејства гаса на крају цеви. Алтернативно, може се применити убрзавање генерисањем електромагнетног поља, у ком случају цев није неопходна, већ се користи вођица. Ако се притисак гаса оствари путем механичке компресије гаса уместо путем сагоревања хемијског пропеланта, онда је технички оружје ваздушна пушка, а не ватрено оружје.
Први уређаји који су идентификовани као оружје појавили су се у Кини око 1000. године, кад су цеви од бамбуса које су садржале барут и пројектиле од оловне сачме биле постављене на копља у виду портабилних персоналних ватрених копаља,, која су касније кориштена као оружја за изазивање шока са високим учинком у опсади Деана 1132. године. У 13. веку Кинези су изумели ручни топ у виду металне цеви, који се према мишљењу многих сматра истинском претечом свог ватреног оружја. Ова технологија се постепено до 12. века проширила кроз остатак источне Азија, јужне Азије и Средњег истока, а доспела је у Европу током 13. века. Старија ватрена оружја су типично користила црни барут као пропелант, док модерна оружја користе бездимни барут или друге пропеланте. Већина модерног ватреног оружја (са значајним изузетком сачмарица са глатком цеви) има жлебасте бареле ради давања ротације пројектилу чиме се побољшава стабилност лета.
Модерна ватрена оружја се могу описати по њиховом калибру (тј. њиховом пречнику отвора; он се даје у милиметрима или инчима, нпр. 7.5&nbsp;mm, .357 in.) или у случају сачмарица по њиховом гејџу (нпр. 12 ga.); по типу деловања који се користи (затварач, полуга, вијак, пумпа, револвер, полуаутоматски, аутоматски итд.) заједно са уобичајеним начином руковања (ручно или механичко постављање). Даља класификација може да узима у обзир тип употребљене цеви (ужљебљивања) и дужину цеви (24 инча), као и механизам пуцања (нпр. фитиљача, колашица, кремењача, капислара) примарну намену дизајна (нпр. ловачка пушка), или широко прихваћено име одређене варијације (нпр. Гетлингов топ).
Стрелци усмеравају ватрено оружје на своје циљеве помоћу координације ока и руке, користећи било механичке нишане или дурбине. Распон прецизних погодака пиштоља обично не прелази 110 yd (100 m), док су пушке прецизне до 500 m користећи механичке нишане, или на дужим опсезима користећи оптичка помагала (меци могу да буду опасни или смртоносни изван њиховог прецизног опсега; минимална сигурносна удаљеност је много већа од наведеног опсега). Наменски направљене снајперске пушке и противматеријалне пушке су прецизне на опсезима од више од 2000 m.

## Историја ватреног оружја
У последњим вековима, ватрено оружје је постало оружје које је у најчешћој употреби. Масовно су почели да га употребљавају Хусити у Хуситским ратовима. Савремено ратовање се од ренесансе ослања на оваква оружја, која су имала велики утицај на експанзију и историју западне цивилизације. Ватрено оружје је на многе начине променило вођење ратова у многим видовима.
Код историјског ватреног оружја је уобичајено употребљаван пројектил у облику кугле. Савремено ватрено оружје употребљава увек огивални облик пројектила, где врх има шпицасти облик код оружја дуге цеви, док је код оружја кратке цеви пројектил у виду параболе, кугле или конуса односно купе док задња страна има облик облице која се понекад и сужава ка задњој страни. Топовске гранате су сличног облика, али по правилу садрже експлозивно пуњење.
Први уређај идентификован као ватрено оружје, бамбусова цев која је користила барут за отпуштање копља, појавила се у Кини око 1000.те године. Кинези су претходно измислили барут у 9. веку.
Један рани тип ватреног оружја (портабилна пушка) је ватрено копље, што је цев напуњена црним барутом причвршћена на крај копља. Она се користила као пламенобацач; шрапнел је понекад стављан у цев тако да би излетао заједно са пламеном. Најранији приказ барутног оружја је илустрација ватреног копља из средине 10. века на свиленој застави из Дуенхуанга. Де'ан Шоуџенг Лу, један запис опсаде Де'ана из 1132. године, сведочи да су Сунг снаге користиле ватрена копља против Џурџија.
Временом је пропорција шалитре у пропеланту повећана да би се максимизовала експлозивна снага. Ради примене те експлозивне снага, папир и бамбус од којих су ватрена копља оригинално била направљена су били замењени металом. Исто тако је шрапнел замењен пројектилима чија величина и облик су такви да су потпуније попуњавали цев. С тим су остварене три основне карактеристике ватреног оружја: цев направљена од метала, барут са високим садржајем нитрата, и пројектил који у потпуности затвара отвор цеви тако да се потпуније искориштава ослобођена енергија пропеланта.
Једна теорија о томе како је барут донет у Европу је да је пренет дуж пута свиле кроз Блиски исток; једна друга је да је доспео у Европу током Монголске инвазије у првој половини 13. века. Енглески државни рекорди садрже „рибалдис“, тип топа из 1340-их, и опсадне топове које су Енглези користили у опсади Калеа 1346. године. Најраније преживело ватрено оружје у Европи је пронађено Отепу у Естонији и датира из 1396. године.
У касном 14. веку у Европи, мања и лакше преносива ручна ватрена оружја су развијена, чиме су створени први облици личног ватреног оружја. У касном 15. веку Отоманско царство је користило ватрено оружје у својој редовној пешадији.
Прво успешно ватрено оружје брзе паљбе је била Гатлингова пушка, који је изумео Ричард Гатлинг. Њу су користиле снаге Уније током Америчког грађанског рата 1860-их.
Први аутоматски пиштољ (потпуно аутоматско ватрено оружје које користи пиштољске шаржере) за личну употребу је био MP18.1. Изумитељ овог оружја је Теодор Бергман. Уведен је у употребу 1918. године у немачкој армији током Првог светског рата, као примарно оружје јуришних трупа (нападних јединица специјализованих за рововску борбу).
Прву аутоматску пушка су увели Немци у Другом светском рату, под називом -StG44}-. То је било прво ватрено оружје које премошћује јаз између далеко-дометних пушака, митраљеза, и кратко-дометних аутоматских пиштоља. Од средине 20. века ватрено оружје које испаљује снопове енергије уместо чврстих пројектила је развијено, као и оружје које није базирано на употреби барута.

## Врсте ватреног оружја

### Класично ватрено оружје
Проналазак класичног ватреног оружја датира из XIII века. Класично ватрено оружје користи класичне експлозивне материје - барут, чијим се сагоријевањем у цијеви односно чаури, хемијска енергија претвара у кинетичку енергију гаса која потискује пројектил великим брзинама.
Аркебуза је једно од првих ручно израђених примерака ватреног оружја, а археолози сматрају да њена појава датира из 14 века. Настала је као замена за самострел, али је због своје тежине од преко 5 kg и дужине око 2 метра била изузетно непрактична за коришћење јер је морала да се користи ослоњена на металну потпору што је онемогућавало померање војника током битке. Имала је дрвени кундак и металну цев, а домет јој је био 200 - 250 корака.
Мушкета настаје у 16. веку као замена за аркебузу и биле су много лакше и самим тим омогућавале су војнику да се креће. Мана им је била што су се јако споро пуниле и што су биле доста непрецизне на даљину од 100 m. Прве мускете за испаљивање су користиле механизам испаљивања помоћу фитиља.
Топ је једно од ретких оружја које се са напретком цивилизације унапређивало и које се и дан данас користи. Ово оружје глатке цеви испочетка је имало веома мали домет и углавном се користило приликом опсада за разбијање бедема. Данас се топови користе у скоро свим родовима војске, напретком технологије повећан им је домет, калибар, као и покретљивост.
Пиштољ се као посебно оружје развио из пушке крајем 15 века, а разликовало се од ње по дужини цеви, тежини и домету, а најчешће се користио за самоодбрану.
Пушка је вероватно оружје које је претрпело највише измена кроз историју, а ипак се користи и данас, иако ређе за ратовање већ све чешће за лов.

#### Ловачко оружје
- Ловачки карабини (изолучене цеви - кугларе)
- Ловачке пушке „сачмарице“ (неизолучене цеви - сачмарице)
- Комбиноване пушке са двије или више цијеви са комбинацијом кугле и сачме

#### Полицијско оружје
- Сачмарица-пумпарица (неизолучене цеви - сачмаре)

### Ракетно оружје
Проналазак ракетног оружја датира из 20. века. Ракетно оружје користи ракетно гориво чијим се сагоријевањем у ракетном мотору хемијска енергија претвара у кинетичку енергију млаза гасова, који по законима физике, излазећи великом брзином кроз отвор мотора развијају реактивну силу за покретање пројектила.

## Још једна подела ватреног оружја
- Артиљеријско оруђе
- Стрељачко оружје

## Опасности по здравље
Напади ватреним оружјем су глобално резултирали у 173.000 смртних случаја у 2015. години, у односу на 128.000 погинулих 1990. године. Додатно, било је глобалне 32.000 ненамерних смртних случајева узрокованих ватреним оружјем 2015. године. Године 2017, било је 15.613 смртна случаја узрокована ватреним оружјем у Сједињеним Државама. Додатно, дошло је до 61.599 инцидента везана за употребу ватреног оружја у САД у 2017. Преко 50% самоубистава у Сједињеним Државама су самоубиства ватреним оружјем. Више од 60% смртних случаја изазваних ватреним оружјем у Сједињеним Дружавама су самоубиства. Ватрена оружја су други водећи механизам изазивања смртоносних повреда, након несрећа узрокованих употребом моторних возила. Да би се спречиле нежељене повреде, обука о безбедности оружја укључује образовање о правилном складиштењу ватреног оружја и начину руковања оружјем.